# Hieracium botniense
Hieracium botniense es una especie de planta con flor del género Hieracium, de la familia Asteraceae, orden Asterales.

## Distribución
Hieracium botniense se distribuye por Suecia y Rusia noreuropea.

## Taxonomía
Fue descrita científicamente por Brenner. Fue publicada en Acta Soc. Fauna Fl. Fenn. 9(5): 10 (1893).